# 弗赖施塔特 (下萨克森州)
弗赖施塔特是德国下萨克森州的一个市镇。总面积12.53平方公里，总人口994人，其中男性876人，女性118人（2011年12月31日），人口密度79人/平方公里。